# Polibos (władca Koryntu)
Polibos, Polybos, Lejbos (gr. Πόλυβος) – król Koryntu w mitologii greckiej.
Polybos władał Koryntem. Jego małżonką była Menope. Nie mieli oni własnego potomstwa.
Władca ten przygarnął chłopca porzuconego przez rodziców z piętami przekłutymi kolcami z żelaza, którego znaleźli pasterze. Król, spostrzegłszy obrzmiałe pięty dziecka, nadał mu imię Ojdipus, czyli Edyp, oznaczające "człowieka o spuchniętych stopach". Władca następnie wychował dziecko tak, jakby Edyp był jego rodzonym synem. Jego przybrani rodzice nie wyjawili mu prawdy, że nie jest ich rodzonym synem. Chłopiec, wyśmiewany jako podrzutek, zapragnął jednak dowiedzieć się prawdy o swoim pochodzeniu. Jako dorosły już mężczyzna Edyp dowiedział się od wyroczni, że zabije ojca i poślubi własną matkę. Mniemał, że to Polybos jest jego ojcem, a Periboja jego matką. W związku z powyższym wyprowadził się z Koryntu. Inna wersja mitu lokuje te wydarzenia nie w Koryncie, ale w Sikyonie.
Umierając, Polybos oddał swe królestwo przybranemu dziecku. Periboja zawiadomiła o tym Edypa listownie i wtedy dopiero Edyp dowiedział się, że to nie Polybos jest jego ojcem, ale Lajos, mężczyzna, którego Edyp zdążył już zabić bądź też raczej powiedział mu o tym dopiero wieszczek tebański Tejrezjasz.
Graves podaje z kolei, że to pasterz, a nie król, nadał Edypowi jego imię. Odnotowuje też wersję mitu, w której Lajos zamyka syna w skrzyni, którą odnajduje u brzegu Sykionu Periboja nadzorująca praczki, a następnie udaje, że sama go rodzi, odgrywając bóle porodowe. W tej wersji tylko ona i Polibos wiedzieli, że Edyp nie jest ich rodzonym synem.